# Kannadiparamba
Kannadiparamba is een census town in het district Kannur van de Indiase staat Kerala. 

## Demografie
Volgens de Indiase volkstelling van 2001 wonen er 12656 mensen in Kannadiparamba, waarvan 47% mannelijk en 53% vrouwelijk is. De plaats heeft een alfabetiseringsgraad van 78%. 